# Faye-l'Abbesse
Faye-l'Abbesse é uma comuna francesa na região administrativa da Nova Aquitânia, no departamento de Deux-Sèvres. Estende-se por uma área de 23,27 km². Em 2010 a comuna tinha 1 107 habitantes (densidade: 47,6 hab./km²).